# سايمور دبليو. دونكان
سايمور دبليو. دونكان (بالإنجليزية: Seymour W. Duncan)‏ هو عازف قيثارة وموسيقي أمريكي، ولد في 11 فبراير 1951 في نيوجيرسي في الولايات المتحدة.